# Olenita
L'olenita és un mineral de la classe dels silicats, concretament un ciclosilicat molt ric en alumini que forma part del grup de la turmalina. S'anomena així per la seva localitat tipus, una pegmatita granítica d'Olenii, a la Península de Kola. Forma solucions sòlides amb l'elbaïta i el schorl.

## Característiques
L'olenita és un silicat de fórmula química Na(Al₃)Al₆(Si₆O18)(BO₃)₃O₃(OH). Cristal·litza en el sistema trigonal. La seva duresa a l'escala de Mohs és 7.
Segons la classificació de Nickel-Strunz, l'olenita pertany a «09.CK - Ciclosilicats, amb enllaços senzills de 6 [Si₆O18]12-, amb anions complexos aïllats» juntament amb els següents minerals: fluorbuergerita, cromiodravita, dravita, elbaïta, feruvita, foitita, liddicoatita, fluorschorl, povondraïta, schorl, magnesiofoitita, rossmanita, oxivanadidravita, oxidravita, oxirossmanita, cromoaluminopovondraïta, fluordravita, fluoruvita, abenakiïta-(Ce), scawtita, steenstrupina-(Ce) i thorosteenstrupina.

## Formació i jaciments
S'ha descrit a Àustria, Austràlia, Brasil, República Txeca, Finlàndia, Alemanya, Itàlia, Myanmar, Namíbia, Polònia, Portugal, Rússia i EUA. S'ha trobat en vetes pegmatítiques que tallen metasediments precambrians.